# اعتلال عصبي بصري أمامي شرياني ناتج عن نقص التروية
هو سبب في فقدان البصر في حالات (temporal artiritis) (هو مرض الأوعية الدموية الصغيرة والمتوسطة يحدث عند التقدم في العمر)، حيث يحدث تلف في الأوعية الدموية التي تغذي العصب البصري مما يؤدي لتقص امداد الدم للعصب وموت الألياف البصرية أغلب الحالات تعاني من فقدان كامل في البصر في عين واحدة واذا تركت هذه الحالة بدون علاج فإن العين الآخري سوف تعاني من فقدان البصر خلال اسبوعين.
الاعتلال العصبي البصري الامامي ننيجة لنقص التروية ينقسم الي نوعين اعتلال عصبي شرياني واخر غير شرياني ويعتبر الشرياني من حالات الطوارئ في الرمد حيث التدخل الفور هام جدا للحفاظ علب الابصار.

## العلامات والاعراض
هناك عدة اعراض لالتهاب الشرايين المزمنة (temporal arteritis)
والتي يمكن أن تساعد علي تشخيص المرض مثل (تقلصات عضلة الفك، وجع في فروة الرأس، فقدان الشهية، فقدان غير مبرر للوزن، وارهاق)، مع ارتفاع في قيم ثلاث اختبارات: ارتفاع معدل الترسيب، crp ، ارتفاع عدد صفائح الدم. التشخيص السريع لهذه الحالة مهم جدا حيث أن العمي المفاجئ في احدي العينين يكون مصجوب بعمي مصاحب في العين الأخري بعد عدة أيام 
العلاج قد يمنع حدوث اضرار اخري بالعين.

## العلاج
الاعتلال العصبي البصري الشرياني يتتطلب التدخ السريع والحاسم بجرعة كبيرة من الكورتيزون لمنع حدوث تدمير اخر العين 
−	
هناك العديد من الأبحاث تجري حاليا للبحث عن طرق حماية العصب البصري أو حتي إعادة توليد ألياف جديدة.